# Одинцова Олена Миколаївна
Олена Миколаївна Одинцова (нар.. 19 березня 1963 року, Красноярськ, Російська РФСР, СРСР) — російська театральна акторка, заслужена артистка Російської Федерації.

## Біографія
Олена Миколаївна Одинцова народилася 19 березня 1963 року в Красноярську.
У 1980 році закінчила середню школу № 81 міста Красноярська з золотою медаллю. Додатково навчалася протягом семи років у музичній школі № 4 міста Красноярська по класу фортепіано.
У 1981 році вступила на театральний факультет Красноярського інституту мистецтв, майстер курсу — режисер Красноярського драматичного театру Генріх Сергійович Оганесян.
У 1983 році перевелася до Свердловського театрального училища і закінчила його у 1985 році, акторське відділення, диплом з відзнакою. Майстер курсу — народний артист РРФСР, Олексій Васильович Петров. Педагоги — заслужений артист РРФСР Йосип Менделевич Крапман, Азалія Всеволодівна Блінова (сценічна мова).
Пройшла дворічну професійну перепідготовку в Академії перепідготовки працівників культури, мистецтва і туризму (АПРІКТ), на кафедрі театрального мистецтва, в місті Москві, за фахом режисура драматичного театру.
У 2013 році отримала диплом державного зразка з відзнакою, з правом займатися професійною діяльністю в галузі режисури драматичного театру. Художній керівник курсу — кандидат мистецтвознавства, доцент кафедри театрального мистецтва АПРІКТ, режисер Московського драматичного театру імені М. В. Гоголя Сорокін В. М.

## Місця роботи
- Волгоградський ТЮГ 1985—1987 роки.
- Кіровський обласний Ордена трудового Червоного прапора драматичний театр імені С. М. Кірова — з 1987 року[3].

## Нагороди
- Звання «Заслужений артист Росії», присвоєно у 2010 році.
- Почесна грамота Міністерства культури РФ і ЦК російської профспілки працівників культури, 2002 рік.
- Почесна грамота Спілки театральних діячів Росії

Публікації в ЗМІ, як регіональних, так і центральних («Літературна газета»)

## Найбільш значущі ролі
- Марія («Зірки на ранковому небі» А. Галіна).
- Маріанна («Тартюф» Мольєра).
- Керол («Орфей спускається в пекло» Т. Вільямса).
- цариця Анна («Василиса Мелентьєва» О. Островського).
- Жанна («Друга смерть Жанни д'Арк» С. Цанева).
- Поліксена («Правда — добре, а щастя краще» О. Островського).
- Донья Магдалена («Ревнива до себе самої» Тірсо де Моліна).
- Любінька («Іудушка» за Салтиковим-Щедріним).
- Лілі-Белл («Дивна місіс Севідж» Д. Патріка).
- Наталія Іванівна («Три сестри» А. Чехова).
- Маша («Живий труп» Л. Толстого).
- Ніса («Юдіфь» Е. Ісаєвої).
- Віра Сергіївна («Енергійні люди» В. Шукшина).
- Кабато («Ханума» Цагарели).
- Світлана («Збрешеш-помреш» за п'єсою Ю. Полякова «Однокласниця»).
- Дар'я Іванівна («Провінціалка» І. Тургенєва).
- Людмила («Пізня любов» О. Островського).
- Елізабет («Вбивство Гонзаго» Йорданова).

За виконання ролі Сільвії у виставі «Сільвія» А. Герні і Елізабет у виставі «Королівська мишоловка» («Вбивство Гонзаго») — призи Кіровського відділення Спілки театральних діячів Росії «Успіх року» за найкращу жіночу роль.

## Педагогічна діяльність
- театральне відділення в Школі мистецтв, м. Кіров — присвоєна вища педагогічна категорія;
- акторська майстерність з дітьми-вокалістами в Дитячій філармонії, м. Кіров;
- семінари з сценічної мови з журналістами місцевих телевізійних каналів;
- режисерська і педагогічна робота з аматорськими колективами.

## Режисерські роботи в Кіровському обласному драматичному театрі
- «Викрита ластівка» Н. Садур (експериментальна сцена) — приз Кіровського відділення Спілки театральних діячів Росії за найкращу режисуру.
- «Жизель» О. Михайлової (експериментальна сцена).
- «Холостяк» І. Тургенєва (велика сцена).
- «Пізня любов» О. Островського (велика сцена) — приз Кіровського відділення Спілки театральних діячів Росії за найкращу режисуру; дипломи учасника фестивалів «Дні Островського в Костромі» і «Театрального фестивалю імені М. Х. Рибакова» у м. Тамбові, диплом за найкращу жіночу роль — народного артиста Російської Федерації Г. Малишева в Костромі, «Найкращий молодий дует» — арт. І. Шевельов та О. Віхарева в Костромі, дипломи та призи в Тамбові (народного артиста Російської Федерації Г. Малишева, народного артиста Російської Федерації Н. Ісаєва, арт О. Віхарева).
- «Скандальна пригода» Д. Прістлі (велика сцена).
- «Провінціалка» І. Тургенєва (велика сцена) — диплом учасника «Північного театрального фестивалю, присвяченого 150-річчю К. С. Станіславського» в м. Сиктивкар[4]
- «День народження принцеси» Ольшанського (велика сцена, дитячий спектакль).
- «Чарівник Смарагдового міста» за творами О. Волкова, інсценування О. Одинцової (велика сцена, дитячий спектакль).
- «Пеппі Довгапанчоха» за творами А. Ліндгрен, інсценування О. Одинцової (велика сцена, дитячий спектакль)[5].

## Режисерські роботи в інших театрах
- «Бамбуковий острів» Богачевої в Чуваському академічному драматичному театрі ім. К. Іванова

## Незалежні театральні проєкти
- «Цигани» О. С. Пушкіна.
- «Прощай, моя казка», історія кохання Сергія Єсеніна та Айседори Дункан, п'єса О. Одинцової — диплом учасника 2-го Всеросійського конкурсу виконавців єсенінської поезії «Я серцем ніколи не обманюю» в м. Рязань.
- «Щасливі дні» С. Беккета — роль Вінні, режисер Н. Жданова (випускниця ГІТІСу, майстерня П. Фоменка).

## Родина
Батьки: Антоніна Василівна Одинцова (до шлюбу Борисова) і Микола Васильович Одинцов, педагоги, ветерани праці, матір має знак «Відмінник освіти».
Офіційний шлюб і розлучення з артистом театру П. А. Медведєвим, від шлюбу дві дочки-акторки. Сімейні відносини (без офіційної реєстрації шлюбу) з Є. К. Степанцевим, аж до його смерті 27.08.2014 року.